# José María Bravo
José María Bravo Fernández-Hermosa (Madrid, 8 de abril de 1917 - ibídem, 26 de diciembre de 2009) fue un piloto militar español que se convirtió en As de la aviación. Participó en la guerra civil española defendiendo a la Segunda República Española y más tarde combatió en la Segunda Guerra Mundial en las filas de la Fuerza Aérea Soviética. Hasta su fallecimiento en 2009 fue el piloto con más derribos de la aeronáutica española (siendo Joaquín García-Morato el que más derribos obtuvo durante la Guerra) que seguía vivo.

## Biografía
José María Bravo nació en Madrid en 1917 y realizó sus estudios en la Institución Libre de Enseñanza, donde obtuvo buenos resultados académicos. Sus buenas notas le permitieron hacer un intercambio de estudios a Alemania.

### Guerra Civil

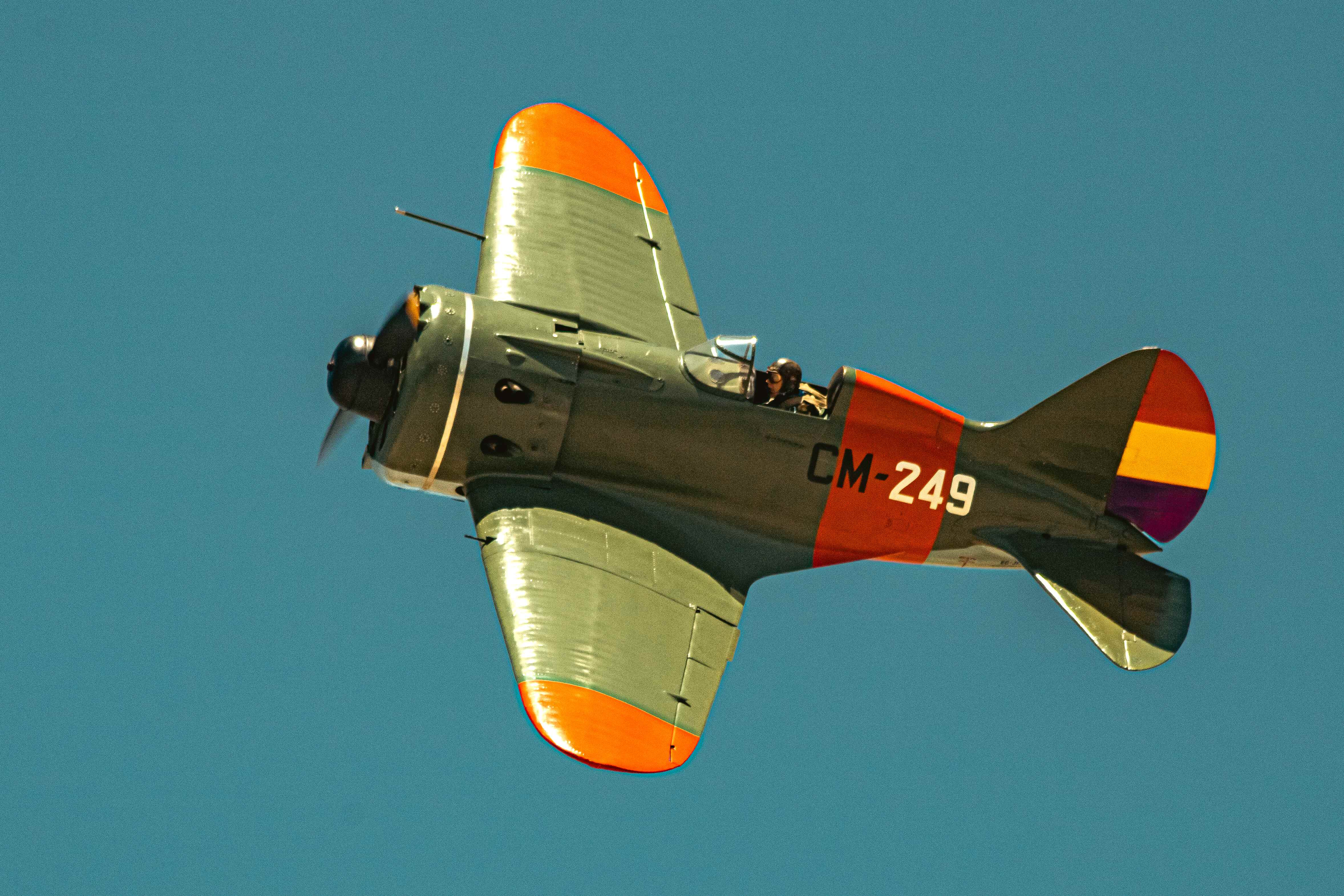
Polikarpov I-16 de la Fundación Infante de Orleans pintado con los emblemas de la F.A.R.E.. Lleva la matrícula CM-249, la del avión que en su día pilotó José María Bravo.

En julio de 1936, una vez que estalló la guerra civil española, se presentó voluntario a la Aviación republicana. Bravo ya había practicado el vuelo sin motor antes de la guerra, con lo que ya tenía una experiencia en el manejo de aviones. Aceptada su solicitud marchó a la Unión Soviética para tomar parte en el primer curso de formación de pilotos; Tras seis meses de entrenamiento en Kirovabad, volvió a la España republicana en junio de 1937 como Sargento Piloto de Caza y experto en el manejo de los Polikarpov I-16. Empezó su actividad militar pilotando con los pilotos soviéticos de la 1.ª Escuadrilla de Moscas. Tanto sus dotes de mando como su carisma pronto le impulsaron en las Fuerzas aéreas republicanas y con ellos vinieron los ascensos: Teniente (11 de marzo de 1938) y Capitán (31 de mayo).
Como parte de estos ascensos también fue puesto al frente de la 3.ª Escuadrilla de Moscas, con la que participó en las batallas de Levante y Ebro; Esta unidad será la que más derribos se apunte durante la Campaña de Levante, correspondiendo 10 derribos a Bravo. El 27 de agosto de 1938 dejó la dirección de esta unidad para ocupar la subjefatura del Grupo 21 de Caza (bajo el mando de Manuel Zarauza Clavero y compuesto por aparatos I-16) con tan solo 22 años. La derrota republicana en el Ebro sentenció el devenir de la guerra y la Ofensiva franquista en Cataluña empujó a los republicanos hasta Francia, entre los que también se encontraba José Bravo. Durante toda su actividad en la Guerra se le atribuyen 23 derribos individuales, 1200 horas de vuelo y la participación en 160 combates. Durante la guerra pilotó los I-16 matriculados CM-193 y CM-249.

### Segunda Guerra Mundial
Estuvo internado en los campos de concentración de Gurs y Argelès-sur-Mer en el sur de Francia hasta que pudo huir a la Unión Soviética, donde retomó sus estudios en Járkov (Ucrania), donde le sorprendió la Invasión alemana de la URSS en 1941. Intentó ingresar en la Fuerza Aérea Soviética pero ante la negativa de los mandos soviéticos de integrar como pilotos a republicanos españoles hubo de integrarse en una unidad de minadores y sabotaje nocturno que actuaba en la zona del mar de Azov. Sobre esta época Bravo dijo:

"Yo, que me hice piloto para no tener que andar, me vi teniendo que caminar noche tras noche, entre enemigos, y con nieve hasta las rodillas".

En 1942, sin embargo, fue aceptado en la VVS junto a un grupo de antiguos pilotos republicanos y destinado a la defensa aérea en la región de Bakú, en el marco de la Campaña del Cáucaso. En 1943 lideró el grupo aéreo que escoltó a Stalin en su viaje a Teherán (capital de Irán) para asistir a la histórica reunión que tuvo lugar en dicha ciudad. En 1948, tras el final de la Segunda Guerra Mundial, fue desmovilizado después de 12 años de servicio militar.

### Vuelta a España
Después de ser desmovilizado se marchó a Moscú, donde trabajó durante algunos años en el Instituto Pedagógico de Idiomas impartiendo docencia y clases de español. En 1960 pudo volver a España sin encontrar excesivas dificultades por parte de las autoridades franquistas debido a su pasado de militar republicano y su anterior estancia en la URSS. Desde 1976 colaboró en la creación de la Asociación de Aviadores de la República (ADAR) para lograr el reconocimiento de los grados y cargos profesionales de la aviación republicana, cosa que finalmente consiguió.[cita requerida] Fruto de sus gestiones, en 1978 fue nombrado coronel del Ejército del Aire, con todos los derechos que conlleva su graduación militar. Desde entonces se dedicó a colaborar y apoyar a la Fundación Infante de Orleans, especialmente en la búsqueda de financiación para poder adquirir un Polikarpov I-16, el mítico avión de su juventud. Para entonces, con una avanzada edad, durante largos años aún siguió acudiendo a numerosos espectáculos aéreos hasta que murió en Madrid a finales de 2009.

### Película
En 2012 se estrenó una película biográfica, El Español (en ruso: Испанец), dirigida por Aleksandr Tsatsuev y protagonizada por Vladímir Panchik en el papel de Bravo.

## Memorias
- José María Bravo & Rafael de Madariaga (2007); El seis doble: Bravo y los Moscas en la Guerra Civil Española y en la Segunda Guerra Mundial, Madrid. ISBN 84-923450-6-3.[7]